# P̣ait

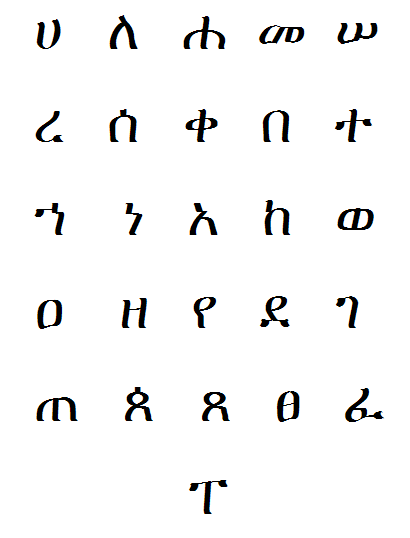

P̣ait, (en amhàric ጰይት) és la vint-i-dosena lletra de l'alfabet amhàric, que representa el so /pʼ/.

## Història
Aquesta lletra (ጰ) prové de la lletra ጸ, la qual prové del caràcter sud-aràbic 𐩮, el qual prové del jeroglífic egipci M22.
| M22 | Ṣad | Ṣädäy | P̣ait |
| --- | --- | ----- | ---- |
| 𓇑   | 𐩮   | ጸ     | ጰ    |

## Ús
L'alfabet amhàric és una abugida on cada símbol correspon a una combinació vocal + consonant, és a dir, hi ha un símbol bàsic al qual s'afageiexen símbols per marcar la vocal. Les modificacions de la lletra ጰ (p̣ait) són les següents:
| p̣ä [p̣ə] | p̣u | p̣i | p̣a | p̣e | p̣ə [p̣ɨ], ∅ | p̣o | p̣ʷa |
| ------- | -- | -- | -- | -- | ---------- | -- | --- |
| ጰ       | ጱ  | ጲ  | ጳ  | ጴ  | ጵ          | ጶ  | ጷ   |